# 中井彦七
中井 彦七（なかい ひこしち）は、室町時代後期から戦国時代にかけての武将。諱は安。柳本甚次郎の有力な家臣として活動した。

## 出自
中井氏は山城国鳥羽を拠点とし石清水八幡宮に属し流通に関わった馬商人の一族である。柳本氏と関係を持った中井氏には、柳本賢治に仕え柳本姓を賜った中井治安や源七郎がいる。中井彦七は諱が安の一字であり、柳本甚次郎が元服したのちに偏諱を賜る計画であったと考えられる。

## 概要
彦七は柳本氏の名代であった柳本甚次郎の家臣であった。享禄5年（1532年）1月に三好元長が甚次郎の居城である京都三条城を攻撃した際に、甚次郎に加えて木島与吉兵衛（正家）と彦七を捜索している。正家は柳本氏の家臣の中でも筆頭クラスの存在であり、彦七も重要な地位にあったことがわかる。
享禄4年（1531年）後半には下京六角町北西頬の酒屋である寺木盛長、下京四条町の木辺宗俊、下京綾小路町の大富五郎次郎（善久か）、山城国醍醐の北村宗春らといった商人とともに東福寺に三十三観音像を寄付している。
享禄5年（1532年）1月に三好元長が甚次郎の居城である京都三条城を攻撃した際に、主君の甚次郎とともに討死した。
彦七死後の天文元年（1532年）8月に本願寺に攻め込んだ柳本勢は、山村政次率いる「下京山村衆」と柳本源七郎率いる「京都中井衆」で構成されており、下京の住人と柳本氏を結びつけたのが彦七であったと推測できる。そのような重役であったために元長も彦七の殺害を目標としていたと考えられる。